# Maximilianeum

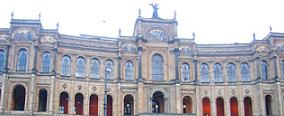

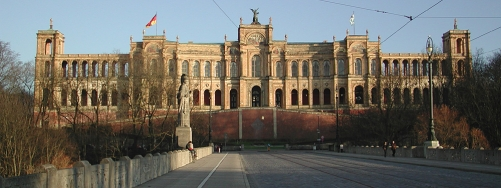
El Maximilianeum

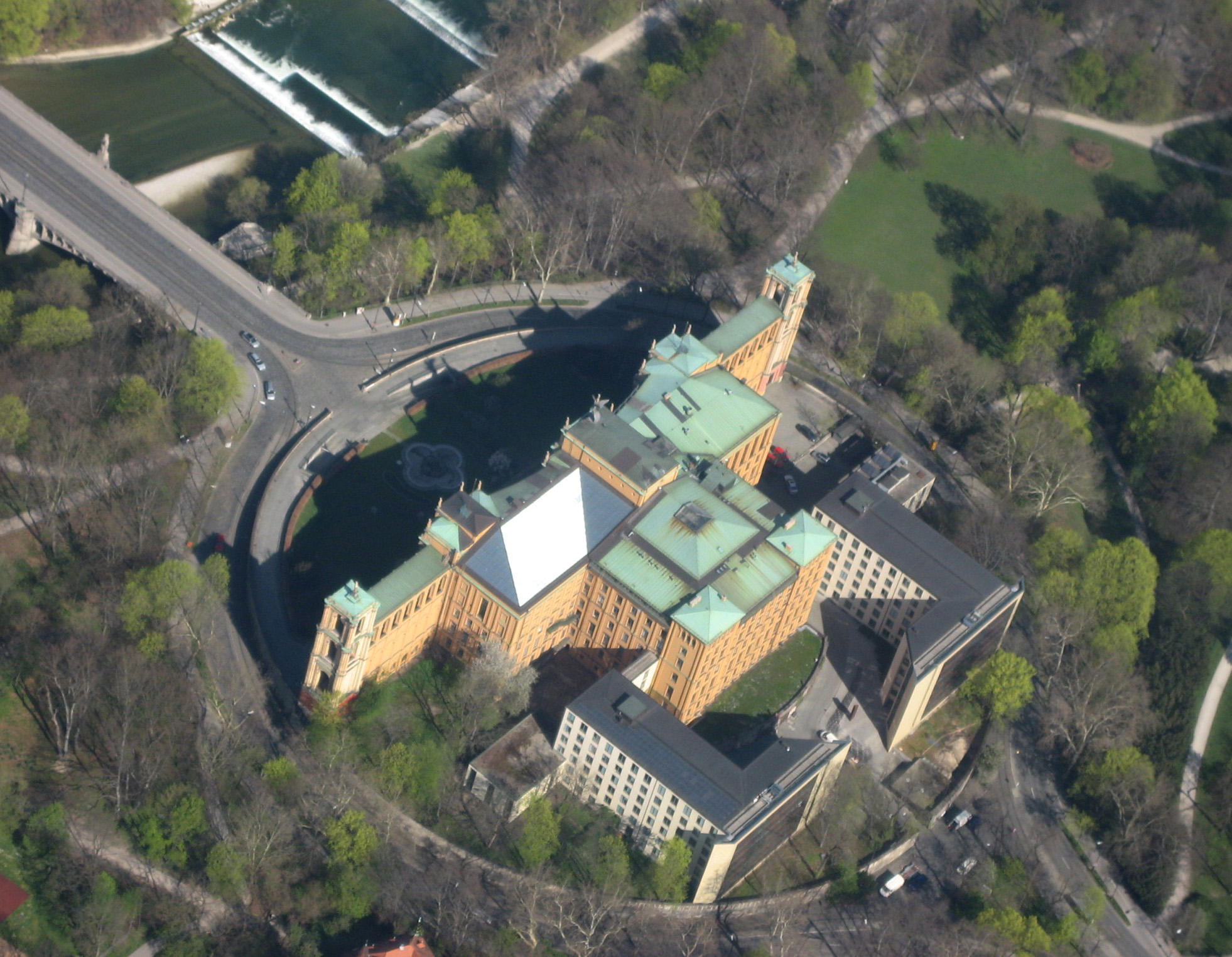

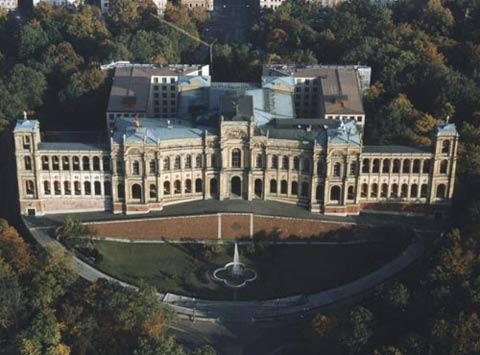

La fundación Maximilianeum (Stiftung Maximilianeum) es una institución muniquesa en la que los alumnos más aventajados de toda Baviera pueden alojarse durante sus estudios universitarios. Es necesario superar varias pruebas de acceso para vivir en este imponente edificio del siglo XIX que, a su vez, es la sede del parlamento de Baviera. 

## Historia
La piedra angular del Maximilianeum fue colocada en octubre de 1857, y el edificio se inauguró en 1874 después de 17 años de trabajo de construcción a instancias del Rey Maximiliano II de Baviera, con el objeto de asegurar a los estudiantes con mejores notas el alojamiento y la manutención libres de coste durante su estancia en la Universidad de Múnich. 
En un principio, estaba reservado a estudiantes masculinos, pero Alberto de Baviera puso en funcionamiento la Wittelsbacher Jubiläumsstiftung en 1980 y, desde entonces, también las jóvenes bávaras pueden ser admitidas. 
El Colegio Maximilianeum se asienta entre los muros del representativo edificio que encabeza la Maximilian Strasse, la calle con las tiendas más lujosas de Múnich. 
Su arquitectura es de estilo neorrenacentista y suele ser de visita obligada para la mayoría de los turistas que visita la ciudad; con relativa frecuencia, es posible participar en una visita guiada, pero casi todos ellos han de conformarse con contemplar sus muros desde fuera. 
El edificio se ha convertido, afectado por la inflación de los años 20, en el único capital de la Fundación Maximilianeum: el Parlamento bávaro, a través de un contrato de alquiler y de derecho de superficie, utiliza hoy gran parte de sus salas y terrenos.

## Admisión
El primer requisito es que los candidatos sean bávaros. Además, tendrán que haber obtenido en bachiller y selectividad una nota de 1,0 (equivalente al 10 español) y superar, así mismo, una prueba específica en la que se valoran los intereses amplios de los candidatos, su competencia social y su reacción ante preguntas inesperadas. De los 400 alumnos con una nota de 1,0 que suelen terminar el bachiller cada año, unos seis u ocho consiguen una plaza en la Stiftung. 
Además, a los estudiantes de Medicina y Teología les está prohibida la entrada desde los tiempos de Maximiliano II. Las carreras más populares entre los elegidos suelen ser Derecho, Físicas, Matemáticas e Informática. 
El actual director de la residencia es el licenciado en Derecho D. Hans-Peter Beißer, pero no es él quien admite o rechaza a los nuevos residentes, sino que acata la decisión de un consejo formado por profesores, exalumnos y autoridades.

## Prestaciones
A estos alumnos aventajados se les permite la estancia y la manutención gratuitas durante su carrera universitaria, hasta conseguir el primer título académico. Además, la Stiftung realiza programas de intercambio con varias de las universidades europeas más prestigiosas, lo que facilita no sólo la salida de los estudiantes alemanes, sino también la entrada de alumnos de las universidades de Salamanca, Pavía, Oxford y del colegio francés ENS en este lujoso entorno.
Disponen de una habitación amueblada, generalmente con baño privado, y pueden hacer uso de todas las salas comunes del Colegio: biblioteca, sala de Internet, de televisión, de música, de fiestas, cocina amueblada para las vacaciones, etc. Reciben manutención diaria, excepto los sábados.
Entre las múltiples actividades a las que los universitarios tienen acceso en el Colegio Maximilianeum, destacan los cursos de idiomas, los programas de intercambio ya mencionados o el uso de instalaciones deportivas.